# Interval melòdic
Un interval melòdic és aquell que es dona, en música entre dues notes que sonen una després de l'altra, formant part d'una mateixa melodia. Les normes del contrapunt escolàstic prevenen contra alguns encadenaments d'intervals melòdics.
Poden ser majors (M), menors (m), justos (J), augmentats (aum), disminuïts (D), doble augmentats (Daum) o doble disminuïts (Dd).